# ويورشيم
فيفارش (بالفرنسية: Wiwersheim)‏ (نطق [vi:vərschə]) هي بلدية فرنسية تقع في إقليم الراين الأسفل من منطقة ألزاس في شمال شرق فرنسا. تبلغ مساحة هذه المدينة 3.29 (كم²)، وترتفع عن سطح البحر 170 م، يبلغ عدد سكانها 700 نسمة حسب إحصاء المعهد الوطني للإحصاء والدراسات الاقتصادية سنة 2009 م. وترأس Roland Michel البلدية خلال فترة (2001 - 2008).

## وصلات خارجية
- صفحة البلدية على موقع المعهد الوطني للإحصاء والدراسات الاقتصادية (بالفرنسية)